# Compania Națională de Investiții
Compania Națională de Investiții (CNI) este o societate pe acțiuni înființată în anul 2001, aflată sub autoritatea Ministerul Dezvoltării, Lucrărilor Publice și Administrației (MDLPA). CNI are rolul de a implementa și supraveghea proiecte de investiții în infrastructura publică din România.

## Activitate
Printre programele Companiei Naționale de Investiții sunt:
- construirea de săli de sport, complexuri sportive, bazine de înot, patinoare artificiale, săli de cinema
- consolidarea și reablitarea sălilor de sport construite înainte de anul 2000, drumurilor de interes local și județean, așezămintelor culturale.

Principalii beneficiari ai acestor programe sunt autoritățile publice locale.

## Angajați
Președinți CNI:
- Dan Durleci: 2001 - 2003
- ......2003 - 2004
- Daniela Constantin: 2004 - ?
- Vilmos Lukacs (UDMR): ? - 19 ianuarie 2009[2][3]
- Emil Sabo: 19 ianuarie 2009 - 1 februarie 2010[2][4][5]
- Ana Maria Topoliceanu: martie 2010 - 20 octombrie 2011[6][7]
- Adriana Margareta Luchian (interimar): 20 octombrie 2011 ... [7]
- Manuela Irina Pătrășcoiu: 2013 - prezent[8][9]

În 2010, compania avea 150 de angajați.